# Kaple svatého Michaela (Úpice)
Kaple svatého Michaela (v literatuře se lze setkat i s označením patrocinia kaple jako svatého Michala) je barokní sakrální stavba v Úpici. Původně byla součástí hřbitova, který byl v pozdější době zrušen. Kaple je chráněna jako kulturní památka České republiky.

## Historie
Kapli nechal vystavět v letech 1698-1699 tehdejší úpický farář Martin Benedikt Hůlek, který jí pojal též jako svou hrobku. Patrocinium kaple mělo odkazovat na památku farářova otce Michala Hůlka. Farář Hůlek byl v této kapli po své smrti skutečně pohřben. Kolem kaple se původně rozkládal hřbitov, zrušený ve druhé polovině 19. století. V prostoru někdejšího hřbitova je, mimo jiných osob, pohřbeno 31 vojáků, kteří padli v prusko-rakouské válce v roce 1866. V roce 1994 byla kaple rekonstruována.

## Architektonická podoba
Kaple je centrální stavba oválného půdorysu, završená cibulovitou střechou se sanktusníkem. V ose kaple se nachází nižší obdélný přístavek, sloužící jako sakristie. Do vnější zdi kaple je vsazeno několik nápisových náhrobních desek, upomínajících na některé osobnosti, pohřbené na někdejším starém hřbitově. V prostoru před kaplí se také nachází památník vojákům, padlým ve prusko-rakouské válce v roce 1866.